# FKコム・ポドゴリツァ
フドバルスキ・クルブ・コム・ポドゴリツァ（セルビア語: Фудбалски клуб Ком Подгорица, セルビア・クロアチア語: Fudbalski klub Kom Podgorica）は、モンテネグロのポドゴリツァをホームタウンとするサッカークラブである。